# 麗豪酒店

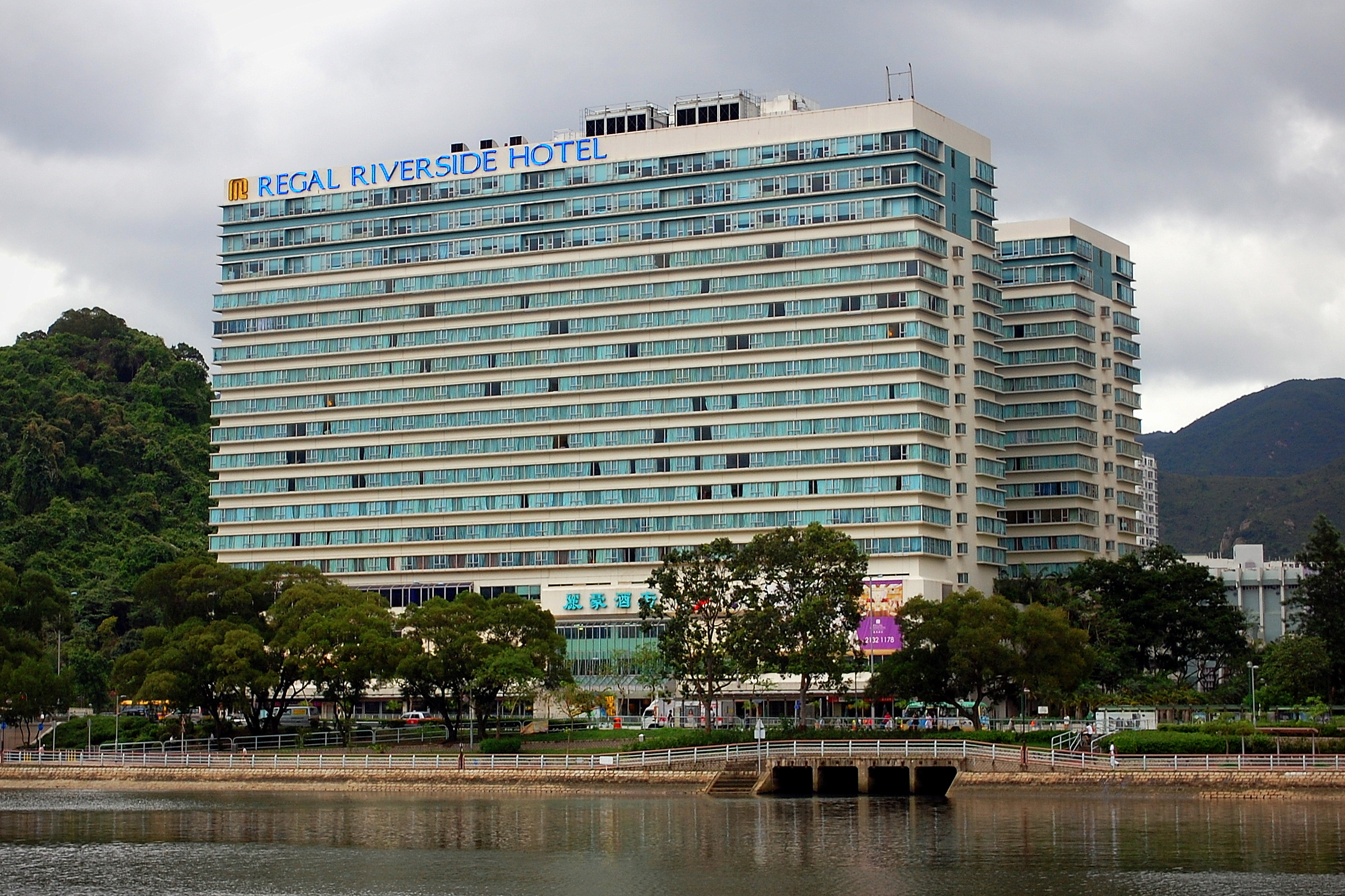
頂層擴建後的麗豪酒店

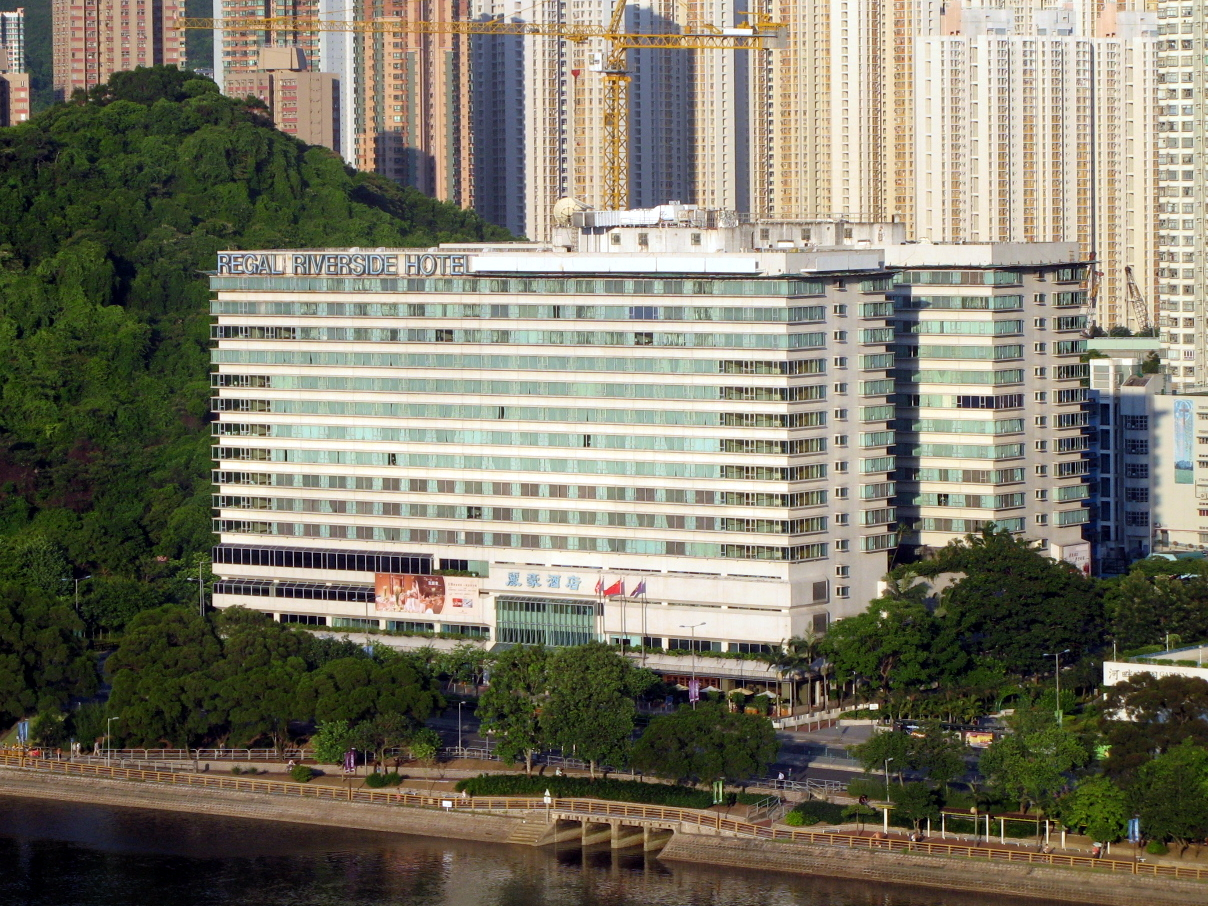
頂層擴建前的麗豪酒店

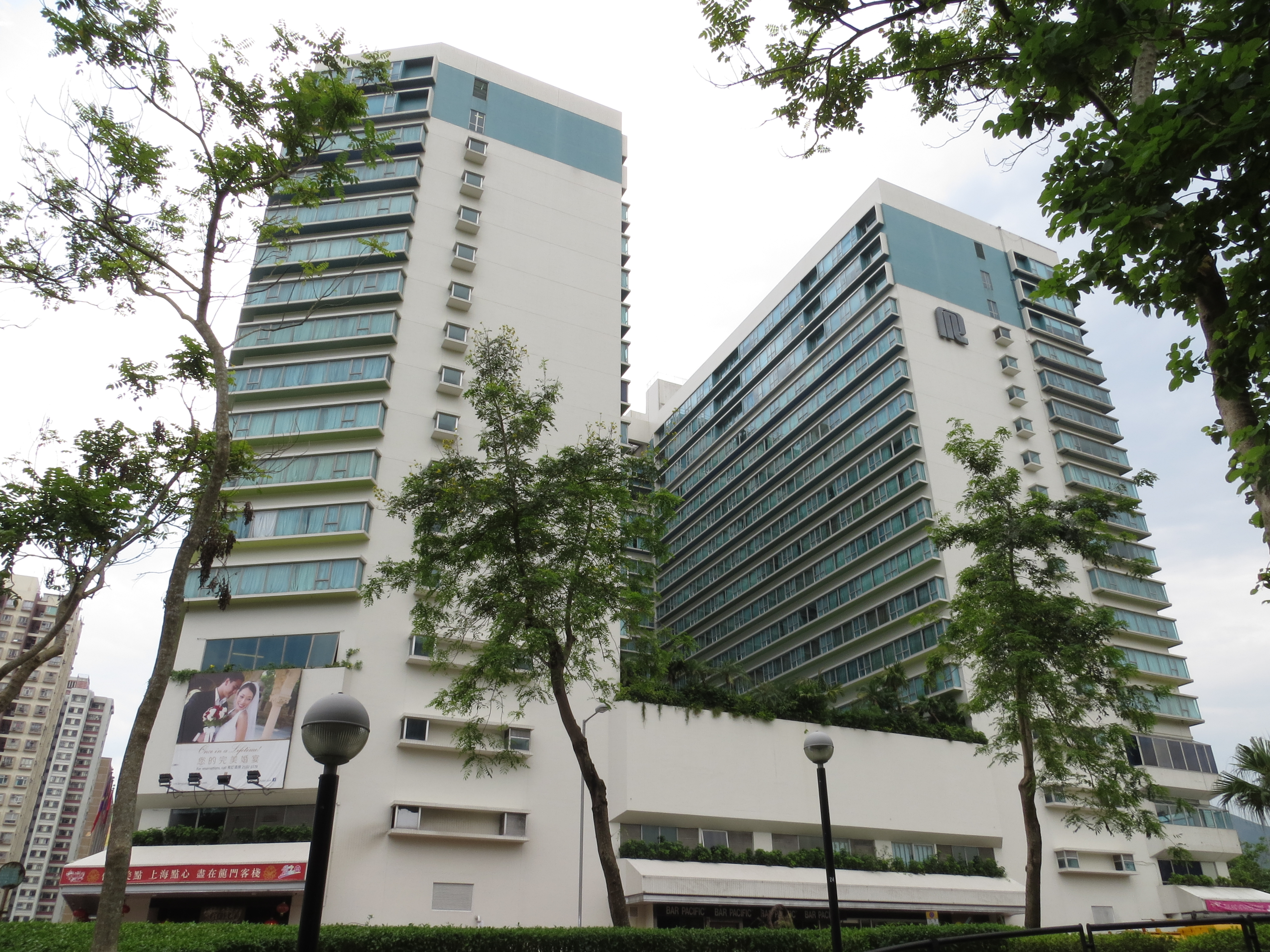
麗豪酒店東北面外貌

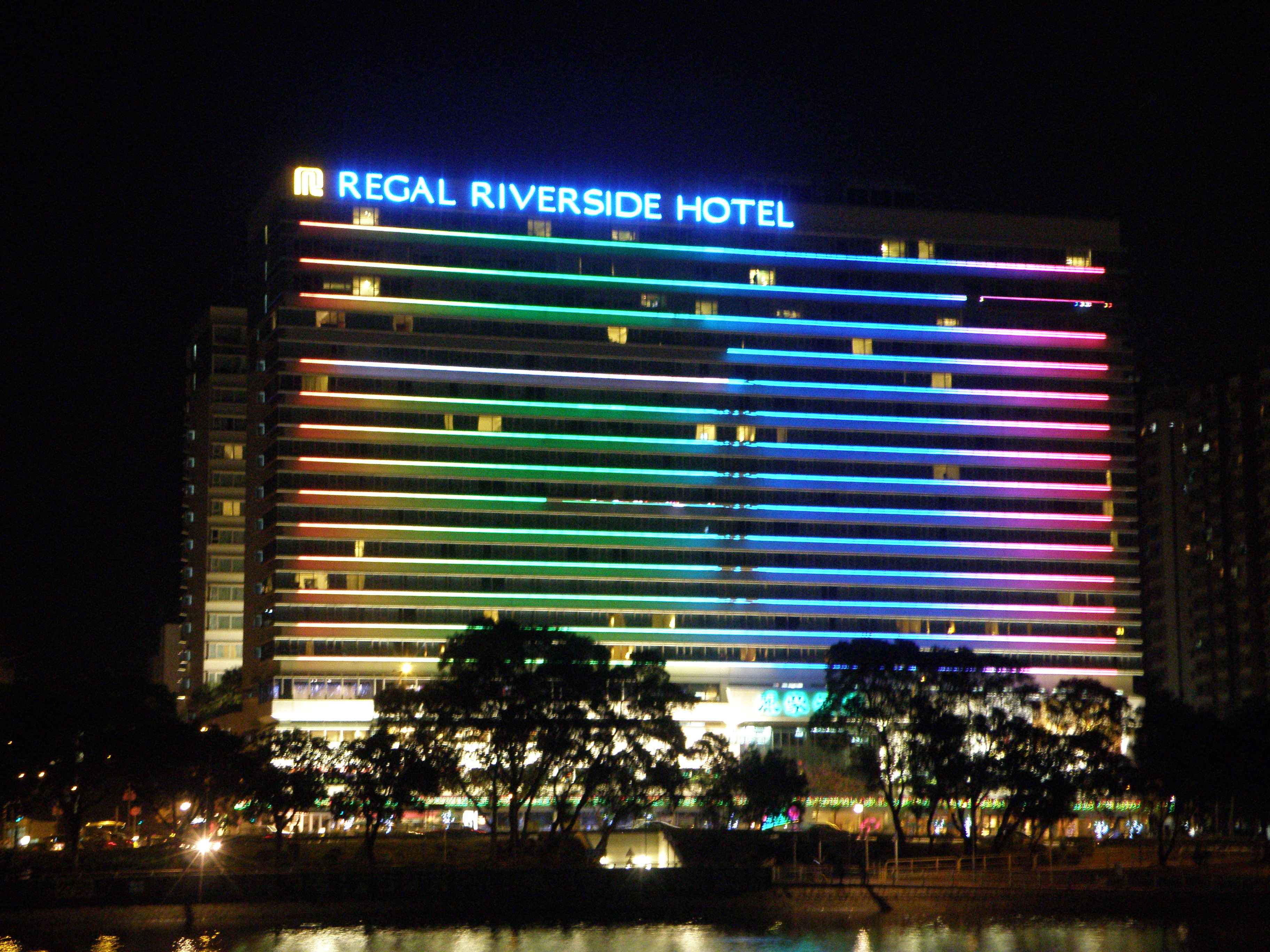
麗豪酒店夜景

22°22′57″N 114°11′48″E / 22.38256°N 114.19667°E
麗豪酒店（英語：Regal Riverside Hotel）是香港新界沙田區的一間酒店，位於新界沙田沙田圍大涌橋路34-36號，於1986年開業，由富豪國際酒店集團管理。

## 設施
酒店設有1136間客房，包括1間總統套房及1間皇室套房，大型宴會廳，餐廳，健身中心，宴會廳等設施。

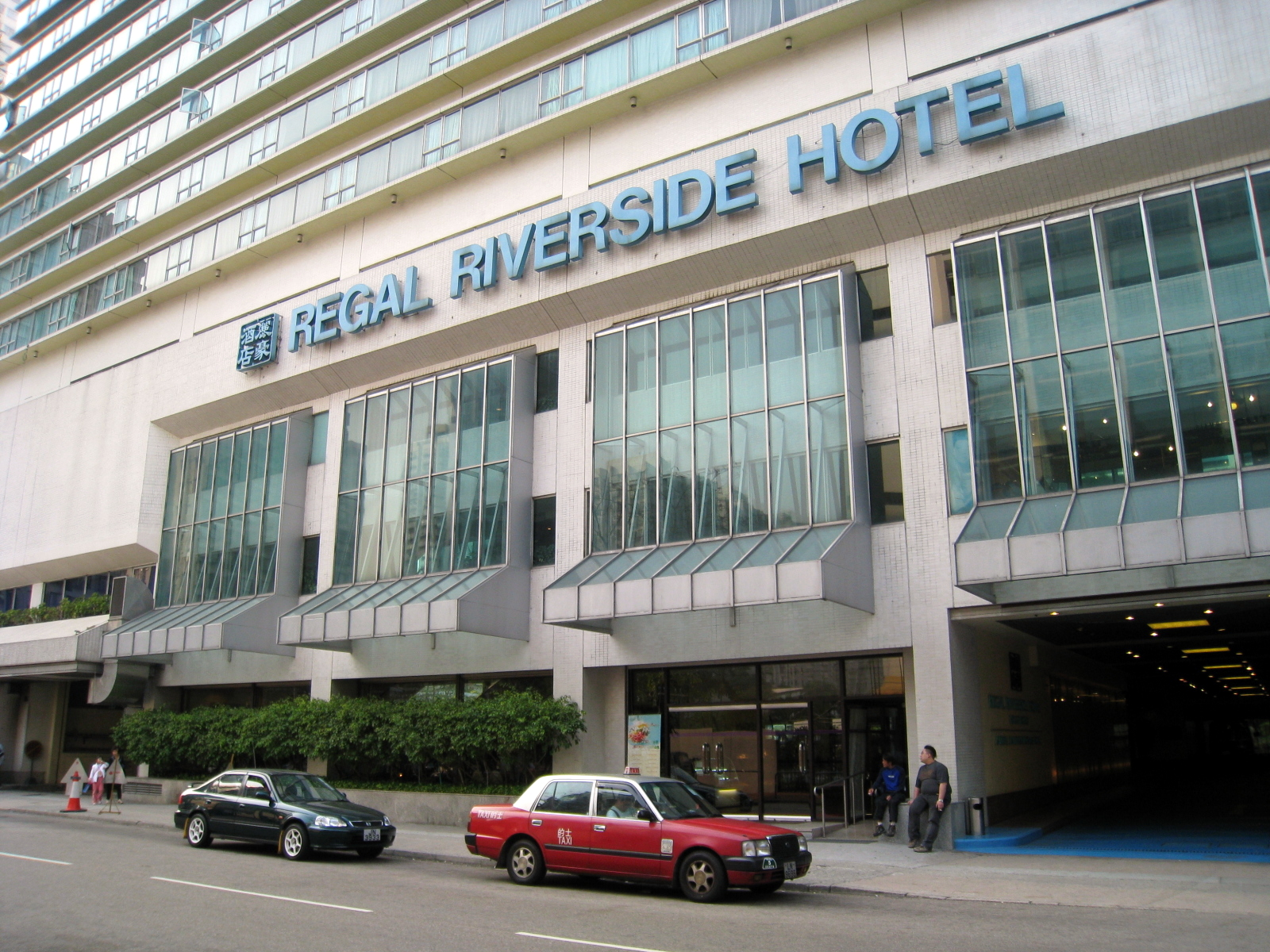
酒店入口
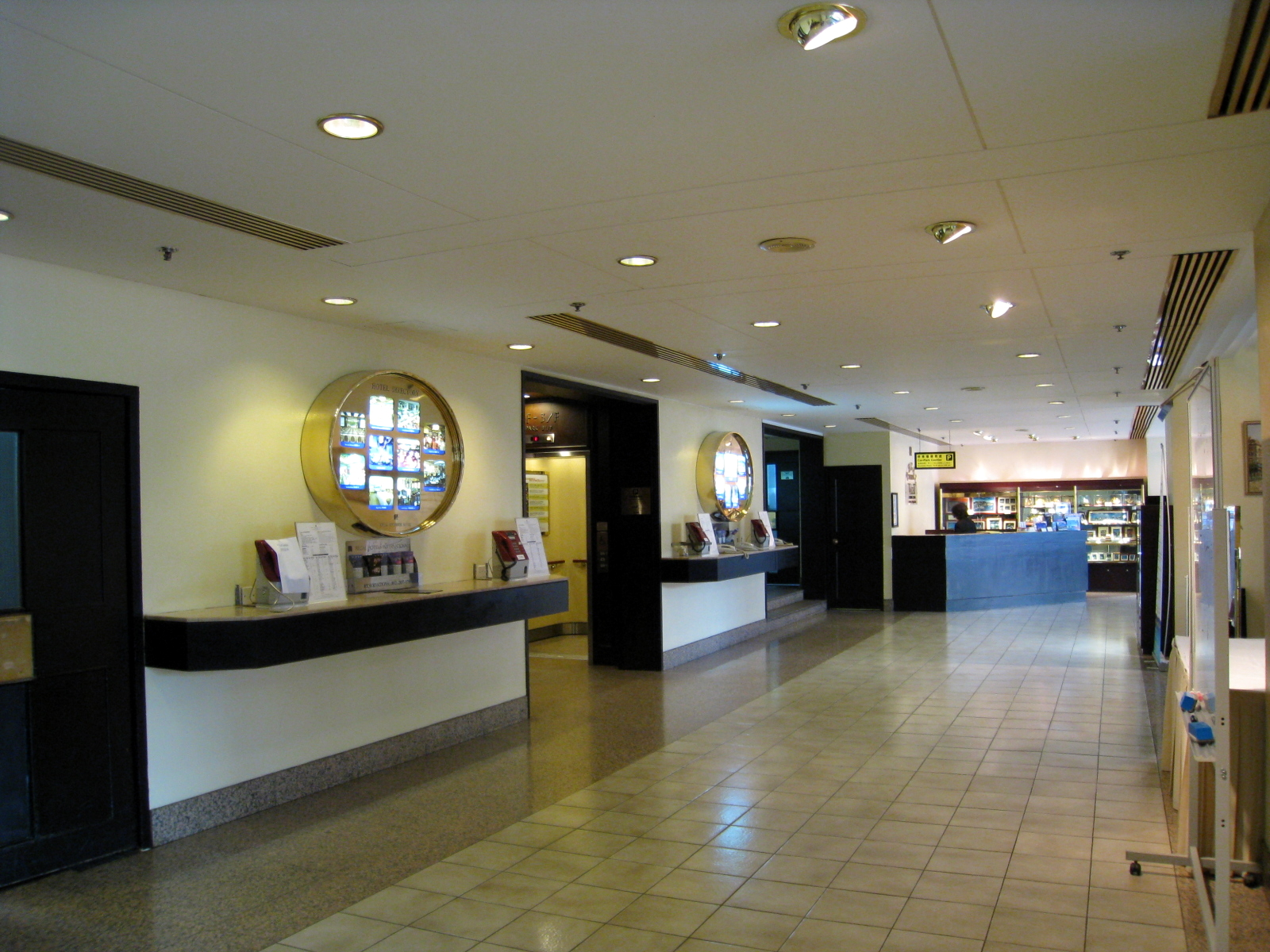
酒店地下
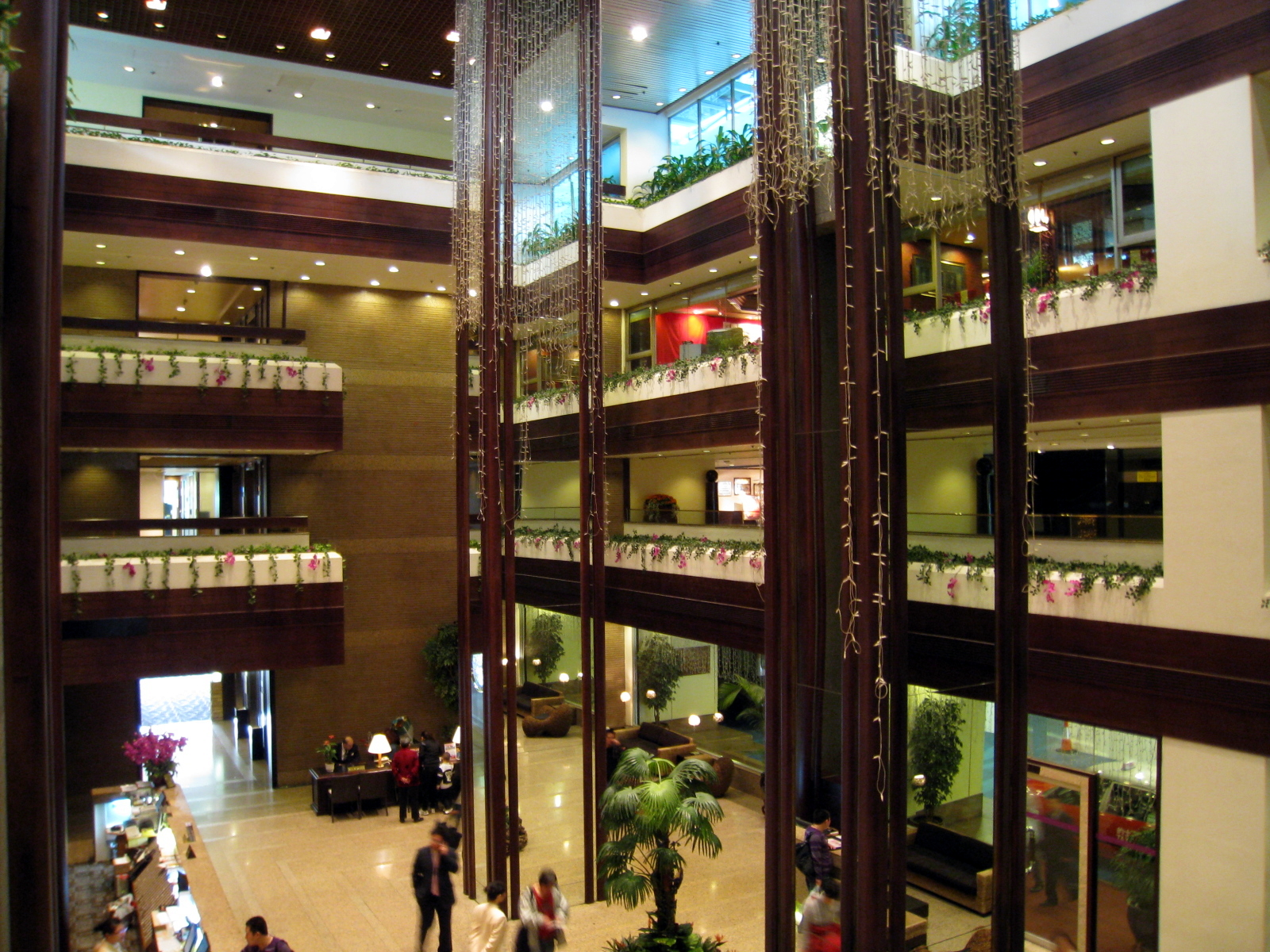
酒店大堂

## 擴建工程
麗豪酒店於2007年7月至2008年8月進行頂層擴建工程，包括在現有建築上加建三樓層，額外提供274間客房，使房間總數超過1,000間。另一方面在向城門河的外牆加裝LED燈飾，在晚上作為宣傳信息。

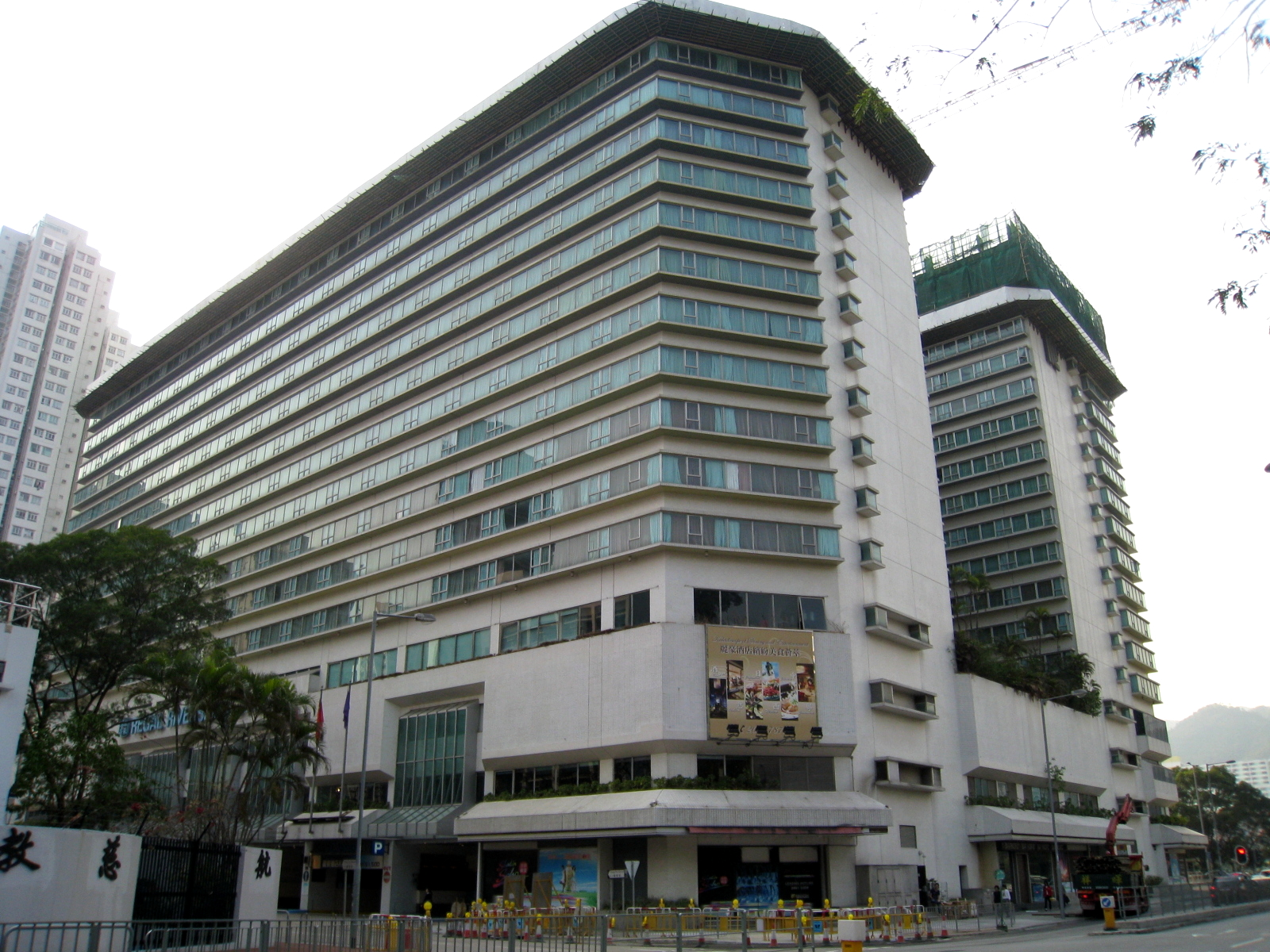
酒店頂層擴建中 (2008年3月)

## 奧運及東亞運招待酒店
第29屆奧林匹克運動會組織委員會（北京奧組委）於2008年1月宣布，麗豪酒店作為2008年夏季奧林匹克運動會馬術比賽傳媒中心及訪客酒店，而帝都酒店則獲選為馬術比賽選手的奧運村。
麗豪酒店是2009年東亞運動會的總部酒店及運動員酒店。

## 重大事件

### 集體食物中毒
2004年7月8日，沙田麗豪酒店發生集體食物中毒事件，300多名幼稚園師生和家長，在麗豪酒店享用自助晚餐後，39人先後出現食物中毒症狀，其中一人需入院。衛生署衛生防護中心接報指麗豪酒店內的一家食肆涉及兩宗食物中毒個案後，迅即展開調查，懷疑是感染普遍在海產中存在的「副溶血性弧菌」而導致食物中毒。而食環署7月9日又接獲兩宗食物中毒個案。據衛生署資料，受影響人數最少88人。由於該酒店持續出現食物中毒個案，食環署認為有足夠的流行病學理據，暫時封閉該酒店內的持牌食物業處所，以進行徹底清潔及消毒，故勒令麗豪酒店的所有食肆暫時停業。同年7月17日，食環署撤銷沙田麗豪酒店所有食肆的封閉令。
其後法院裁定酒店違反《食物衛生條例》，判處罰款，同時酒店因為被扣滿15分，被食環署勒令停業5天。麗豪酒店不服食環署勒令餐廳停業的決定而尋求司法覆核，高等法院於2008年9月10日判處酒店敗訴。該酒店的餐廳須由9月22至26日停業5天。其後酒店方面提出上訴，獲上訴庭批准，上訴庭並暫緩停業5天的處分。
2014年10月26日，有300人曾到沙田麗豪酒店聚賢廳進食婚宴食物，當中有51人懷疑食物中毒，出現上吐下瀉，年齡介乎22至69歲，均在晚宴進食後出現肚痛、嘔吐和發燒等病徵，其中19人曾求醫。

### 刑事案件
2007年8月11日，沙田麗豪酒店發生謀殺案，案中一名19歲男子疑被人亂刀刺殺死亡，警方拘捕一名20歲涉案男子，指其與案有關。該男子後來被警方控以謀殺罪名。其後該男子承認誤殺罪，於2008年10月31日被判監禁6年。法官宣判時指被告雖然有悔意，但是被告需要為自己的過失負責。
2018年11月21日，麗豪酒店發生綁劫案，4名找換店職員以背囊、手提包及手提袋等盛載1,500萬港元鈔票到酒店房間內準備與客戶兌款時，突有4名賊人尾隨進入房間亮刀指嚇，並將職員綁起，劫去約1500萬元港幣現金和一些財物後再乘7人車逃去無蹤。22日凌晨，警員在大角咀海輝道尋回該車，亦拘捕2名分別31和60歲懷疑涉案南亞裔男子。其後，21歲及23歲分別巴基斯坦籍和尼泊爾籍男子各被控一項搶劫罪。

## 外部連結
- 麗豪酒店（页面存档备份，存于）